# Décès en 1326
Décès
- 1322
- 1323
- 1324
- 1325
- 1326
- 1327
- 1328
- 1329
- 1330

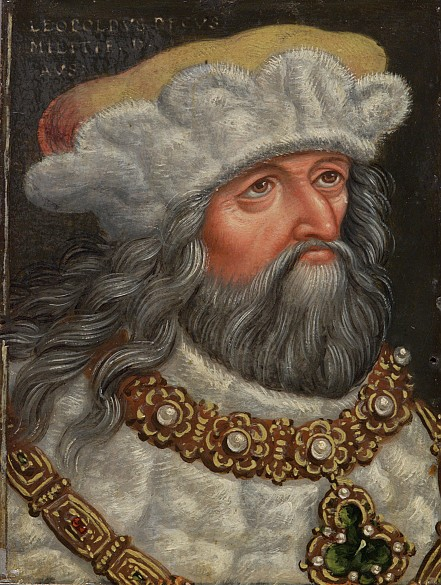
Léopold Ier le Glorieux, mort en 1326.

Cette page dresse une liste de personnalités mortes au cours de l'année 1326 :
- 10 février : Claire de Rimini, religieuse italienne de l'ordre des Clarisses, considérée comme bienheureuse par l'Église catholique.
- 28 février : Léopold Ier le Glorieux (der Glorwürdige), duc d'Autriche et de Styrie.
- 5 avril : Robert de Joigny, évêque de Chartres.
- 29 avril[1] : Blanche de Bourgogne, reine de France et reine consort de Navarre, première épouse de Charles IV.
- mai : Mats Kättilmundson, noble suédois « Drots » puis régent du royaume (suédois : Rikshövitsman).
- 6 mai : Bernard, duc de Świdnica.
- 25 mai : Eberhard de Nysa, évêque de Varmie.
- 20 juin : Robert de Putot, 13e abbé de Fécamp.
- 29 juillet : Richard de Bourg, surnommé le Comte Rouge (en anglais : The Red Earl), seigneur de Connaught et 2e comte d'Ulster.
- 1er août : Warcisław IV, duc de Poméranie-Wolgast et prince de Rügen.
- 3 août : Roger Mortimer, 1er baron Mortimer de Chirck, important baron des Marches galloises.
- 13 août : Takaoka Muneyasu, shugodai de la province d'Oki durant l'époque de Kamakura de l'histoire du Japon, fondateur du clan Takaoka dans la province d'Izumo.
- avant le 25 septembre: Guillaume Testa, cardinal français.
- 9 octobre : Renaud Ier, comte de Gueldre et de Zutphen et duc de Limbourg de Gueldre.
- 14 octobre : Richard de Stapledon, juge anglais.
- 15 octobre : Walter de Stapledon, évêque d'Exeter.
- 27 octobre : Hugues le Despenser, dit l'Aîné, comte de Winchester, courtisan anglais du souverain Édouard II d'Angleterre.
- 17 novembre : Edmond FitzAlan, 2e comte d'Arundel, courtisan d'Édouard II d'Angleterre.
- 24 novembre : Hugues le Despenser, second favori du roi Édouard II d'Angleterre.
- 25 novembre : Prince Koreyasu, septième shogun du shogunat de Kamakura.
- 26 novembre : Pierre Duèze, seigneur de Montbrun et vicomte de Carmain.
- 20 décembre : Pierre de Moscou, métropolite de Kiev et de toute la Russie.
- 28 décembre : David II Strathbogie, 10e comte d'Atholl.

- Gâzi Çelebi, général turc dernier représentant de la dynastie des Pervâne.
- Pietro Colonna, cardinal italien.
- Mondino de' Liuzzi, médecin italien.
- Olivier II de Rohan, 9e vicomte de Rohan.
- Sheikh Edébali, chef religieux qui a façonné et développé les débuts de la politique et la culture ottomane naissante.
- Tetsugyū Enshin, moine bouddhique de l'école rinzai du temple Tōfuku-ji et disciple d'Enni Ben'en.
- Alessandra Giliani, anatomiste italienne qui aurait été prosecteur et assistante de Mondino de' Liuzzi.
- Kebek, khan de la dynastie des Djaghataïdes.